# Philanisus mataua
Philanisus mataua är en nattsländeart som beskrevs av Ward 1995. Philanisus mataua ingår i släktet Philanisus och familjen Chathamiidae. Inga underarter finns listade i Catalogue of Life.